# Issatchenkia hanoiensis
Issatchenkia hanoiensis är en svampart som beskrevs av Thanh, Hai & Lachance 2003. Issatchenkia hanoiensis ingår i släktet Issatchenkia och familjen Pichiaceae.   Inga underarter finns listade i Catalogue of Life.